# Европейский концертный тур Led Zeppelin 1971 года
Концертный тур группы Led Zeppelin проходивший весной 1971 года на территории Европы, в период с 3 мая по 8 августа. Турне включало в себя концерт в Ливерпуле, который был перенесен из предыдущего гастрольного тура по Соединённому Королевству. Вполне возможно, что в этот период были проведены и другие неподтверждённые европейские концерты.

Несмотря на то, что этот концертный тур был небольшим по продолжительности, гастроли стали знаменательны самым драматичным концертом в карьере Led Zeppelin, состоявшимся на миланском велодроме «Vigorelli» 5 июля. . Группа должна была играть в конце мероприятия, «после 28 других исполнителей» — как выразился Ричард Коул. Появившись на сцене перед 12 000 толпой, музыканты обнаружили сотни полицейских в полной амуниции. После того как группа начала играть разогретая молодежь начала поджигать факелы (несмотря на просьбы Планта прекратить), в ответ сотрудники правопорядка принялись закидывать их шашками со слезоточивым газом. Кто-то из зала швырнул бутылку, и спецназ начал теснить толпу вперёд. Музыкантам пришлось срочно покинуть сцену, впоследствии Роберт Плант вспоминал: 
Мы поехали в Милан, и там, во время концерта, полицейские начали применять слезоточивый газ. Мы покинули сцену через чёрный ход и спецназовцы кидали баллоны [с газом] прямо под ноги, пока мы бежали [в безопасное место]. Нам удалось попасть в раздевалку, я забаррикадировал дверь аптечкой и заставил всех обмотать головы мокрыми полотенцами. Затем они разбили окна и бросили нам пару баллонов с улицы.
Когда беспорядки прекратились, группа обнаружила, что сцена и вся музыкальная аппаратура были разгромлены. Впоследствии Пейдж вспоминал: «На следующий день в газетах писали, что там кинули бутылку, но полиция просто провоцировала зрителей, и неожиданно всё вышло из под контроля. […] Там было просто столпотворение, и негде было спрятаться от этого проклятого слезоточивого газа, он попал даже на нас. После этого я был ужасно расстроен». После этого инцидента группа больше не приезжала с концертами в Италию.

## Сет-лист
Все ко позиции написаны Джимми Пейджем и Робертом Плантом, за исключением отмечанных.
Практически на всех концертах список композиций состоял из следующих песен:
1. «Immigrant Song»
2. «Heartbreaker» (Джон Бонэм, Пейдж, Плант)
3. «Since I've Been Loving You» (Пейдж, Плант, Джон Пол Джонс)
4. «Out on the Tiles» (вступление) (Пейдж, Плант, Бонэм) / «Black Dog» (Пейдж, Плант, Джонс)
5. «Dazed and Confused» (Пейдж)
6. «Stairway to Heaven»
7. «Going to California»
8. «That’s the Way»[англ.]
9. «Celebration Day» (Пейдж, Плант, Джонс) (только 7 августа)
10. «What Is and What Should Never Be»
11. «Moby Dick» (Бонэм) (только 8 августа)
12. «Four Sticks» (только 3 мая)
13. «Gallows Pole» (только 3 мая)
14. «Whole Lotta Love» (Пейдж, Плант, Бонэм, Джонс, Вилли Диксон)
15. «Communication Breakdown» (Бонэм, Джонс, Пейдж) (только 3 мая)
16. «Misty Mountain Hop» (Пейдж, Плант, Джонс) (только 3 мая)
17. «Rock and Roll» (Пейдж, Плант, Бонэм, Джонс) (только 3 мая)
18. «Weekend» (Post) (только 7 августа)

На протяжении гастролей в сет-листе происходили некоторые изменения в чередовании песен, а также замены композиций. 3 мая Led Zeppelin предприняли единственную концертную попытку сыграть «Four Sticks». На том же шоу группой была исполнена композиция «Gallows Pole», в  следующий, и последний, раз музыканты сыграли её «живьем» 16 ноября того же года во время выступления в Ипсвиче, Великобритания.

## Расписание концертов
| Дата                                                               | Город      | Страна    | Место                     |
| ------------------------------------------------------------------ | ---------- | --------- | ------------------------- |
| Первый этап – Дания и Англия                                       |            |           |                           |
| 3 мая 1971                                                         | Копенгаген | Дания     | K.B. Hallen               |
| 4 мая 1971                                                         | Оденсе     | Дания     | Fyns Forum                |
| 10 мая 1971                                                        | Ливерпуль  | Англия    | Ливерпульский университет |
| Второй этап – Италия                                               |            |           |                           |
| 5 июля 1971                                                        | Милан      | Италия    | Velodromo Vigorelli       |
| Третий этап – Швейцария (два разминочных шоу для следующего турне) |            |           |                           |
| 7 августа 1971                                                     | Монтрё     | Швейцария | Montreux Casino           |
| 8 августа 1971                                                     | Монтрё     | Швейцария | Montreux Casino           |